# Jarosław Sachajko
Jarosław Sachajko (ur. 8 października 1971 w Lublinie) – polski polityk, ekonomista i przedsiębiorca, doktor nauk rolniczych, od 2015 poseł na Sejm VIII, IX i X kadencji.

## Życiorys

### Wykształcenie i działalność zawodowa
Ukończył w 1992 fizjoterapię w Medycznym Studium Zawodowym w Zamościu, a w 1996 studia rolnicze na Akademii Rolniczej w Lublinie. W 1998 uzyskał magisterium z zakresu ekonomii w warszawskiej Szkole Głównej Gospodarstwa Wiejskiego. W 2010 na Uniwersytecie Przyrodniczym w Lublinie otrzymał stopień doktora nauk rolniczych na podstawie pracy pt. Ocena produkcyjna, ekonomiczna i energetyczna uprawy ziemniaka oraz pszenżyta jarego w warunkach zróżnicowanej agrotechniki. W 2013 ukończył studia podyplomowe z zakresu wyceny nieruchomości w Warszawskiej Szkole Zarządzania.
Pracował jako asystent techniczny na macierzystej uczelni, a także jako asystent w Wyższej Szkole Zarządzania i Administracji w Zamościu. Był analitykiem kryminalnym w Prokuraturze Okręgowej w Zamościu, w 2012 zajął się prowadzeniem własnej działalności gospodarczej m.in. w branży szkoleniowej.

### Działalność publiczna
Działacz Ruchu Obywatelskiego na rzecz JOW. W wyborach parlamentarnych w 2015 kandydował do Sejmu w okręgu chełmskim z pierwszego miejsca na liście komitetu wyborczego wyborców Kukiz’15, zorganizowanego przez Pawła Kukiza. Uzyskał mandat posła VIII kadencji, otrzymując 10 722 głosy. W Sejmie został przewodniczącym Komisji Rolnictwa i Rozwoju Wsi i członkiem Komisji Zdrowia.
W 2016 został wiceprzewodniczącym Stowarzyszenia Polska-Białoruś (założonego przez byłych działaczy Towarzystwa Przyjaźni Polsko-Radzieckiej), deklarującego działania na rzecz dobrosąsiedzkich stosunków i współpracy między społeczeństwem polskim i białoruskim. W wyborach samorządowych w 2018 kandydował na prezydenta Zamościa, zdobywając 11,29% poparcia i zajmując czwarte miejsce. W wyborach w 2019 bezskutecznie ubiegał się o mandat posła do Parlamentu Europejskiego z listy komitetu Kukiz’15.
W wyborach parlamentarnych w 2019 z powodzeniem ubiegał się o poselską reelekcję z listy PSL (w ramach zawartego przez Kukiz’15 porozumienia), otrzymując 10 651 głosów. Po wyborach został wiceprzewodniczącym klubu parlamentarnego Koalicja Polska – PSL-Kukiz’15. Objął również funkcję wiceprzewodniczącego Komisji Rolnictwa i Rozwoju Wsi. W grudniu 2020 wraz z innymi posłami Kukiz’15 znalazł się poza klubem parlamentarnym Koalicji Polskiej, stając się posłem niezrzeszonym. W lutym 2021 został członkiem nowo powołanego koła poselskiego Kukiz’15 – Demokracja Bezpośrednia. Był wiceprezesem zarejestrowanej w latach 2020–2023 partii K’15. Następnie został prezesem zarejestrowanej w 2023 partii Kukiz15. W wyborach w tym samym roku po raz trzeci z rzędu uzyskał mandat poselski, kandydując z ramienia Prawa i Sprawiedliwości oraz zdobywając 33 727 głosów. W Sejmie X kadencji przystąpił do koła poselskiego Kukiz’15 (w październiku 2024 przekształconego w koło poselskie Wolni Republikanie).

## Wyniki w wyborach ogólnopolskich
| Wybory |                                  | Komitet                    | Organ              | Okręg          | Wynik          |
| ------ | -------------------------------- | -------------------------- | ------------------ | -------------- | -------------- |
| 2015   |                                  | Kukiz’15                   | Sejm VIII kadencji | nr 7           | 10 722 (3,16%) |
| 2019   | Parlament Europejski IX kadencji | Kukiz’15                   | nr 8               | 17 225 (2,33%) |                |
| 2019   |                                  | Polskie Stronnictwo Ludowe | Sejm IX kadencji   | nr 7           | 10 651 (2,65%) |
| 2023   |                                  | Prawo i Sprawiedliwość     | Sejm X kadencji    | nr 7           | 33 727 (7,38)  |